# Parachique
Parachique es una localidad y balneario de Perú. Está ubicado en el distrito de Sechura en la provincia de Sechura, departamento de Piura. Tenía una población de 2945 habitantes en 1993.
Cerca se encuentra el estuario de Virrilá.

## Clima
| Parámetros climáticos promedio de Parachique | Parámetros climáticos promedio de Parachique | Parámetros climáticos promedio de Parachique | Parámetros climáticos promedio de Parachique | Parámetros climáticos promedio de Parachique | Parámetros climáticos promedio de Parachique | Parámetros climáticos promedio de Parachique | Parámetros climáticos promedio de Parachique | Parámetros climáticos promedio de Parachique | Parámetros climáticos promedio de Parachique | Parámetros climáticos promedio de Parachique | Parámetros climáticos promedio de Parachique | Parámetros climáticos promedio de Parachique | Parámetros climáticos promedio de Parachique |
| Mes                                          | Ene.                                         | Feb.                                         | Mar.                                         | Abr.                                         | May.                                         | Jun.                                         | Jul.                                         | Ago.                                         | Sep.                                         | Oct.                                         | Nov.                                         | Dic.                                         | Anual                                        |
| -------------------------------------------- | -------------------------------------------- | -------------------------------------------- | -------------------------------------------- | -------------------------------------------- | -------------------------------------------- | -------------------------------------------- | -------------------------------------------- | -------------------------------------------- | -------------------------------------------- | -------------------------------------------- | -------------------------------------------- | -------------------------------------------- | -------------------------------------------- |
| Fuente:                                      |                                              |                                              |                                              |                                              |                                              |                                              |                                              |                                              |                                              |                                              |                                              |                                              |                                              |